# William Thoms

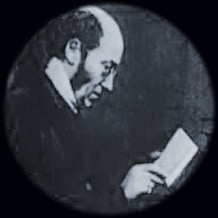
William Thoms

William John Thoms (1803 – 1885) foi um escritor, antiquário e folclorista britânico, a quem se atribui a criação do neologismo folclore, para designar o que até então se chamava genericamente de "antigüidades populares", em uma carta endereçada ao periódico Athenaeum em 1846. Também usou o pseudônimo de Ambrose Merton.
Foi bibliotecário da Câmara dos Lordes em Londres, secretário da sociedade literária e histórica Camden Society, e fundou em 1849 o jornal acadêmico Notes and Queries. Dentre seus trabalhos estão:
- Early Prose Romances (1827-1828)
- Lays and Legends (1834)
- The Book of the Court (1838)
- Gammer Gurton's Famous Histories (1846)
- Gammer Gurton's Pleasant Stories (1848)
- Human Longevity: Its Facts and Fictions (1879)